# Lac de la Haute-Sûre
Lac de la Haute-Sûre, Commune Lac de la Haute-Sûre (lb. Stauséigemeng, niem. Stauseegemeinde) – miejscowość i gmina (gemeng / commune / Gemeinde) w północno-zachodnim Luksemburgu, w kantonie Wiltz. Do 3 października 2015 gmina leżała w dystrykcie Diekirch. Siedziba administracyjna gminy znajduje się w miejscowości Bavigne. Liczy 2282 mieszkańców (1 stycznia 2023).

## Podział administracyjny
Do gminy należy dziesięć miejscowości, w tym osiem (Uertschaft) oraz dwa lieu-dit: 
1. Bavigne (Béiwen / Böwen)
2. Dunkrodt (Dénkert / Dünkrodt), lieu-dit
3. Harlange (Harel / Harlingen)
4. Kaundorf (Kauneref)
5. Liefrange (Léifreg / Liefringen)
6. Mecher (Meecher)
7. Nothum (Noutem)
8. Schumannseck, lieu-dit
9. Tarchamps (Eeschpelt / Ischpelt)
10. Watrange (Walter)